# Vedanga
De vedanga's (Devanagari: वेदाङ्ग, Sanskriet: vedāṅga, ledematen van een Veda) zijn de hulpwetenschappen ter ondersteuning van de studie van de Veda's en de uitvoering van de rituelen. Deze bestaat uit zes disciplines:
- shiksha, fonetiek en fonologie van het Sanskriet
- chandas, prosodie, studie van het metrum van de Veda's
- vyakarana, grammatica van het Sanskriet, waarvan het bekendste werk Ashtadhyayi is van Panini dat de basis legde voor het klassieke Sanskriet. Het bekendste commentaar hierop is Mahabhasya van Patanjali
- nirukta, etymologie, met als een van de grondleggers Yaska
- kalpa, rituele aanwijzingen in de Kalpasoetra's die onder te verdelen zijn in:
  - de shrautasoetra's die de vedische rituelen betreffen
  - de grhyasoetra's die de huishoudelijke rituelen beschrijven
  - de dharmasoetra's waarin uiteen wordt gezet welke dharma of regels gelden. Uit deze laatste vormde zich een eigen genre, de Dharmashastra
- jyotisha, astrologie